# Chrysopa nigripalpis
Chrysopa nigripalpis is een insect uit de familie van de gaasvliegen (Chrysopidae), die tot de orde netvleugeligen (Neuroptera) behoort. 
Chrysopa nigripalpis is voor het eerst wetenschappelijk beschreven door Banks in 1910.